# 성남초등학교 (강원)
성남초등학교는 대한민국 강원특별자치도 횡성군에 있는 공립 초등학교이다.

## 학교 연혁
- 1946.04.01 성남국민학교로 인가(가담리)
- 1950.04.15 횡성군 곡교리로 이전
- 1984.04.10 실내 수영장 신축
- 1996.03.01 성남초등학교로 개칭
- 1999.03.01 성남초등학교 병설유치원 설립
- 2007.11.23 횡성성남영어체험센터 개장
- 2008.11.04 성남마을도서관 개관
- 2014.02.12 제67회 졸업식(총 졸업생 2,908명)
- 2014.03.01 제26대 민경철 교장 부임

## 참고 자료
- 성남초등학교 - 한국교육학술정보원 학교알리미